# O Glorioso Retorno de Quem Nunca Esteve Aqui
O Glorioso Retorno de Quem Nunca Esteve Aqui es un álbum de estudio del rapero brasileño Emicida que se publicará el 21 de agosto de 2013, por el sello independiente Laboratório Fantasma. El álbum, además de rap, trae influencia de MPB en canciones como "Sol de tiza de cera", que incluye la participación de la cantante Tulipa Ruiz, "Alma Gêmea" y canciones de samba como "Trepadeira", "Hino Vira-Lata","Samba Do Fim Do Mundo" Y "Ubuntu Fristaili".
Este es el primer álbum de estudio del rapero, después de haber lanzado dos mixtapes y dos EP.

## Sencillos
- El 23 de mayo, se lanzó la canción y el vídeo de Crisantemo. La música tiene letras pesadas y autobiográficas sobre la vida de su padre llevó a su muerte. Con arreglos fúnebres propuestas por la guitarra y violines angustiados y con un toque de samba, la banda exuda rapero madurez, que también puso su madre, Dona Jacira reportar como fue la llegada de la noticia que sacudió la casa para que el niño Emicida.[2]

- El 30 de julio, Emicida lanza segundo sencillo titulado Hoje Cedo con la participación del roquero Pitty. La música, además de voz Pitty, tiene el sonido de la guitarra en la producción de Felipe Vassão, tiene letras con el tono agresivo ya tradicional Emicida y fragmentos que parecen referirse a la subida del propio rapero en la escena nacional. "Todavía estoy Emicida la pelea de gallos, casas lotei de sur a norte, pero la mía vaciado", dice en un momento dado.

## Canciones
El álbum cuenta con 14 temas llenos de interés, como Rael, Pitty, Quinteto em Branco e Preto, Wilson das Neves, Fabiana Cozza, Tulipa Ruiz, Dona Jacira (Madre de Emicida) y más.
| N.º | Título                                                        | Duración |  |
| 1.  | «Milionário De Sonho»                                         | 0:50     |  |
| 2.  | «Levanta e Anda (Part. Rael da Rima)»                         | 2:30     |  |
| 3.  | «Noiz»                                                        | 5:02     |  |
| 4.  | «Zóião»                                                       | 3:51     |  |
| 5.  | «Crisântemo (Part. Dona Jacira)»                              | 5:11     |  |
| 6.  | «Sol De Giz De Cera (Part. Tulipa Ruiz e Estela Vergílio)»    | 2:16     |  |
| 7.  | «Hoje Cedo (Part. Pitty)»                                     | 3:12     |  |
| 8.  | «Trepadeira (Part. Wilson das Neves)»                         | 4:42     |  |
| 9.  | «Bang!»                                                       | 4:50     |  |
| 10. | «Gueto (Part. MC Guimê)»                                      | 3:02     |  |
| 11. | «Hino Vira-Lata (Part. Quinteto em Branco e Preto)»           | 3:10     |  |
| 12. | «Alma Gêmea (Part. Rafa Kabelo)»                              | 4:00     |  |
| 13. | «Samba Do Fim Do Mundo (Part. Fabiana Cozza e Juçara Marçal)» | 3:39     |  |
| 14. | «Ubuntu Fristaili»                                            | 4:46     |  |